# Stenia phaeospilalis
Stenia phaeospilalis là một loài bướm đêm trong họ Crambidae.